# له نوویی-له-بره
له نوویی-له-بره (به فرانسوی: La Neuville-lès-Bray) یک کمون در فرانسه است که در  سم دپارتمان‌های فرانسه در او-دو-فرانس واقع شده‌است. له نوویی-له-بره ۴٫۰۳ کیلومتر مربع مساحت و ۲۷۴ نفر جمعیت دارد و ۳۰ متر بالاتر از سطح دریا واقع شده‌است.